# مارك توماس (لاعب كرة قدم أمريكية)
مارك توماس (بالإنجليزية: Mark Thomas)‏ هو لاعب كرة قدم أمريكية أمريكي، ولد في 6 مايو 1969 في ليلبورن في الولايات المتحدة.

## وصلات خارجية
- مارك توماس على موقع مرجع كرة القدم المحترفة.كوم (الإنجليزية)